# Comuna Lazuri, Satu Mare
Lazuri (în maghiară: Lázári, în germană: Neuschlag) este o comună în județul Satu Mare, Transilvania, România, formată din satele Bercu, Lazuri (reședința), Nisipeni, Noroieni, Peleș și Pelișor.

## Demografie
Componența etnică a comunei Lazuri
     Maghiari (71,54%)
     Români (18,4%)
     Alte etnii (0,75%)
     Necunoscută (9,3%)
Componența confesională a comunei Lazuri
     Reformați (27,77%)
     Romano-catolici (26,8%)
     Greco-catolici (20,03%)
     Ortodocși (13,4%)
     Alte religii (1,91%)
     Necunoscută (10,09%)
Conform recensământului efectuat în 2021, populația comunei Lazuri se ridică la 5.977 de locuitori, în creștere față de recensământul anterior din 2011, când fuseseră înregistrați 5.562 de locuitori. Majoritatea locuitorilor sunt maghiari (71,54%), cu o minoritate de români (18,4%), iar pentru 9,3% nu se cunoaște apartenența etnică. Din punct de vedere confesional, cei mai mulți locuitori sunt reformați (27,77%), cu minorități de romano-catolici (26,8%), greco-catolici (20,03%) și ortodocși (13,4%), iar pentru 10,09% nu se cunoaște apartenența confesională.

## Politică și administrație
Comuna Lazuri este administrată de un primar și un consiliu local compus din 15 consilieri. Primarul, Antal Elek Beres[*], de la Uniunea Democrată Maghiară din România, este în funcție din octombrie 2020. Începând cu alegerile locale din 2024, consiliul local are următoarea componență pe partide politice:
|  | Partid                                 | Consilieri | Componența Consiliului | Componența Consiliului | Componența Consiliului | Componența Consiliului | Componența Consiliului | Componența Consiliului | Componența Consiliului | Componența Consiliului | Componența Consiliului | Componența Consiliului | Componența Consiliului | Componența Consiliului | Componența Consiliului |
|  | -------------------------------------- | ---------- | ---------------------- | ---------------------- | ---------------------- | ---------------------- | ---------------------- | ---------------------- | ---------------------- | ---------------------- | ---------------------- | ---------------------- | ---------------------- | ---------------------- | ---------------------- |
|  | Uniunea Democrată Maghiară din România | 13         |                        |                        |                        |                        |                        |                        |                        |                        |                        |                        |                        |                        |                        |
|  | Partidul Social Democrat               | 2          |                        |                        |                        |                        |                        |                        |                        |                        |                        |                        |                        |                        |                        |